# Olin Chaddock Wilson
Olin Chaddock Wilson (San Francisco, 13 gennaio 1909 – 13 luglio 1994) è stato un astronomo statunitense, conosciuto per i suoi studi compiuti nella spettroscopia stellare.
Ha condotto la maggior parte della propria ricerca all'Osservatorio di Monte Wilson studiando la Cromosfera stellare. È stato il primo astronomo ad aver riscontrato un'attività ciclica, simile a quella delle macchie solari, nelle altre stelle.

## Onorificenze
- Henry Norris Russell Lectureship nel 1977
- Bruce Medal nel 1984

| Controllo di autorità | VIAF (EN) 39281932 · ISNI (EN) 0000 0000 5306 1625 · LCCN (EN) nr97010245 · GND (DE) 1025170288 |